# Kometa długookresowa
Kometa długookresowa – kometa obiegająca Słońce w czasie dłuższym niż 200 lat. Orbity tych komet są często mocno nachylone do ekliptyki, co świadczy o tym, że pochodzą one z Obłoku Oorta. Do szczególnie jasnych komet długookresowych należały kometa Hyakutake (widoczna w 1996 roku) i kometa Hale’a-Boppa (1997).